# Saint-Étienne-de-Lugdarès
Saint-Étienne-de-Lugdarès é uma comuna francesa na região administrativa de Auvérnia-Ródano-Alpes, no departamento de Ardèche. Estende-se por uma área de 50,34 km². Em 2010 a comuna tinha 423 habitantes (densidade: 8,4 hab./km²).